# Kanton Aurillac-2
Kanton Aurillac-2 (fr. Canton d'Aurillac-2) je francouzský kanton v departementu Cantal v regionu Auvergne. Tvoří ho čtyři obce.

## Obce kantonu
- Aurillac (část)
- Saint-Paul-des-Landes
- Sansac-de-Marmiesse
- Ytrac